# Serie A1 1988-1989 (hockey su pista)
La Serie A1 1988-1989 è stata la 66ª edizione (la 40ª a girone unico) del massimo campionato italiano di hockey su pista maschile. Al termine dei playoff lo scudetto fu conquistato per la prima volta dal Roller Monza (dopo soli nove anni dalla fondazione) che sconfisse in finale l'Hockey Club Monza.

## Formula
Per la stagione 1988/1989 il campionato si svolse tra 16 squadre che si affrontarono in un girone unico, con partite di andata e ritorno. Al termine della stagione regolare si disputarono i playoff scudetto con turno preliminare (al quale presero parte anche squadre di A2).

## Squadre partecipanti
| - Amatori Vercelli - Castiglione (Cieloverde) - Thiene (Estel) - Novara (Consorzio Gorgonzola) - Gorizia (Menta Più) - Roller Monza (Supermercati Brianzoli) - Trissino (Con. Mastrotto) - Amatori Lodi (Faip) | - Pordenone (Zoppas) - Hockey Club Monza (Beretta) - Reggiana (Carisparmio) - CGC Viareggio - Seregno (Mobilsigla) - Marzotto Valdagno - Breganze (Laverda) - Bassano (Elktrolume) |

## Classifica finale
|  | Pos. | Squadra           | Pt | G | V | N | P | GF | GS | DR |
|  | ---- | ----------------- | -- | - | - | - | - | -- | -- | -- |
|  | 1.   | Hockey Club Monza | 52 |   |   |   |   |    |    |    |
|  | 2.   | Roller Monza      | 47 |   |   |   |   |    |    |    |
|  | 3.   | Novara            | 45 |   |   |   |   |    |    |    |
|  | 4.   | Seregno           | 41 |   |   |   |   |    |    |    |
|  | 5.   | Amatori Lodi      | 40 |   |   |   |   |    |    |    |
|  | 6.   | CGC Viareggio     | 39 |   |   |   |   |    |    |    |
|  | 7.   | Amatori Vercelli  | 38 |   |   |   |   |    |    |    |
|  | 8.   | Trissino          | 34 |   |   |   |   |    |    |    |
|  | 9.   | Reggiana          | 30 |   |   |   |   |    |    |    |
|  | 10.  | Marzotto Valdagno | 28 |   |   |   |   |    |    |    |
|  | 11.  | Castiglione       | 19 |   |   |   |   |    |    |    |
|  | 12.  | Breganze          | 18 |   |   |   |   |    |    |    |
|  | 13.  | Thiene            | 17 |   |   |   |   |    |    |    |
|  | 14.  | Pordenone         | 15 |   |   |   |   |    |    |    |
|  | 15.  | Bassano           | 9  |   |   |   |   |    |    |    |
|  | 16.  | Gorizia           | 5  |   |   |   |   |    |    |    |

Legenda:

      Qualificate ai play-off
      retrocesse in A2

## Play-off scudetto

### Squadre partecipanti
| - Amatori Vercelli - Novara (Consorzio Gorgonzola) - Roller Monza - Trissino (Con. Mastrotto) - Amatori Lodi (Faip) - Hockey Club Monza (Beretta) - CGC Viareggio - Seregno (Mobilsigla) | - Hockey Club Lodi (CMP) (serie A2) - Sandrigo (serie A2) - Hockey Forte dei Marmi (serie A2) |

## Verdetti
- Roller Monza - Campione d'Italia 1988-1989.
- Pordenone,  Bassano,  Gorizia - retrocesse in Serie A2.

### Libri
- Paolo Virdi, 50 minuti di gloria. Gli anni moderni dell'hockey pista. Volume 1, Lodi, Lodinotizie, 2012, ISBN 978-88-908803-0-8.